# Neurotoca endorhoda
Neurotoca endorhoda là một loài bướm đêm trong họ Geometridae.